# Kurgan
|  | Aquest article tracta sobre el túmul. Vegeu-ne altres significats a «Kurgan (desambiguació)». |

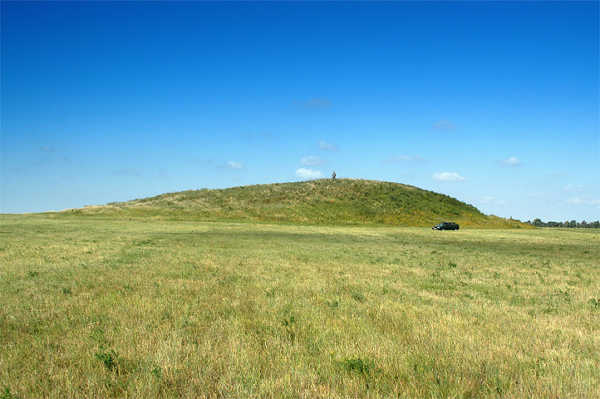
Kurgan de Sarmàtia del segle IV a Fillipovka, al sud dels Urals, Rússia

Kurgan (en ucraïnès: курган, kurhan; en bielorús i rus: курган, kurgan; en tàtar de Crimea: ?; en turc: kurgan) és una paraula ucraïnesa, bielorussa, russa, etc., d'origen turquès, per a túmul usada des de l'arqueologia soviètica i postsoviètica en el context de l'est d'Europa i l'Àsia central.
La paraula és d'origen turquès, més específicament de l'idioma tàtar, amb el significat de 'fortalesa'. La distribució dels túmuls correspon aproximadament a la cultura dels kurgans i a la cultura dels sepulcres de fossa. Els kurgans es van construir en l'Eneolític, edat del bronze, edat del ferro, fins a l'edat mitjana, i s'estengueren des del que avui és el sud d'Ucraïna fins a l'Àsia central i al sud de Sibèria. Molts topònims que inclouen el mot kurgan apareixen des del llac Baikal a la mar Negra.

## Galeria de fotos

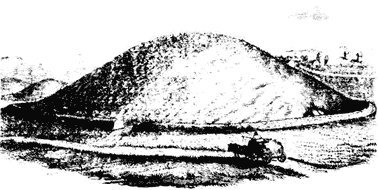
Kurgan escita a Ucraïna del 394-366 aC
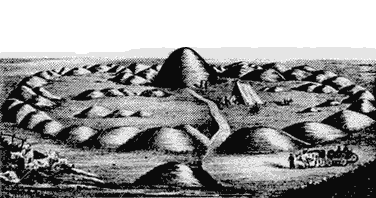
Kurgan escita de Perepyat a Ucraïna